# اچ‌یوسی۶۲۸۰

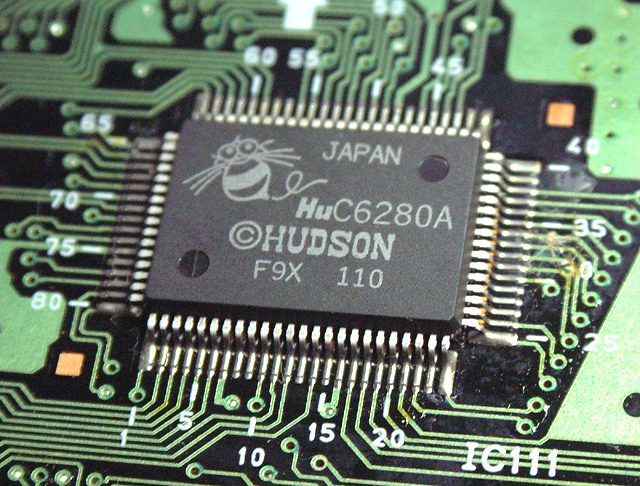

اچ‌یوسی۶۲۸۰(به انگلیسی: HuC6280) یک ریزپردازنده ۸-بیتی ساخت شرکت ژاپنی هادسون سافت می‌باشد که نسخه بهبود یافته پردازنده دابلیودی‌سی ۶۵سی۰۲ می‌باشد. معروفترین محصولی که از این پردازنده استفاده می‌کند کنسول بازی توربوگراف‌اکس-۱۶ ساخت ان‌ای‌سی است.